# Выношевка (Кормянский район)
Выношевка (бел. Вынашаўка) — деревня в Коротьковском сельсовете Кормянского района Гомельской области Беларуси.

## География

### Расположение
В 2 км на север от Кормы, в 57 км от железнодорожной станции Рогачёв (на линии Могилёв — Жлобин), в 112 км от Гомеля.

### Гидрография
На восточной окраине мелиоративные каналы, соединённые с рекой Кормянка (приток реки Сож).

## Транспортная сеть
На автодороге Корма — Литвиновичи. Планировка состоит из 2 почти параллельных между собой улиц близкой к широтной ориентации, соединённых между собой 2 переулками. Застройка двусторонняя, деревянная, усадебного типа.

## История
Согласно письменным источникам известна с XVIII века как селение в Речицком повете Минского воеводства Великого княжества Литовского. После 1-го раздела Речи Посполитой (1772 год) в составе Российской империи. Согласно ревизии 1816 года в Рогачёвском уезде Могилёвской губернии. Согласно ревизии 1859 года в составе фольварка Стефаново, владение помещицы П. Дернолович. Рядом находилась одноимённая околица, в которой в 1868 году 2 двора, 18 жителей. С 1884 года действовал хлебозапасный магазин. Согласно переписи 1897 года действовали 3 ветряные мельницы. В 1909 году 903 десятины земли, в Кормянской волости Рогачёвского уезда Могилёвской губернии.
В 1930 году организован колхоз, работала ветряная мельница. Согласно переписи 1959 года в составе колхоза «Победа» (центр деревня Новая Зеньковина), располагался клуб.

## Население

### Численность
- 2004 год — 100 хозяйств, 191 житель.

### Динамика
- 1816 год — 51 двор.
- 1897 год — 108 дворов, 710 жителей (согласно переписи).
- 1909 год — 121 двор, 933 жителя.
- 1959 год — 687 жителей (согласно переписи).
- 2004 год — 100 хозяйств, 191 житель.